# Barrier Highway
Der Barrier Highway ist eine Fernverkehrsstraße im Südosten Australiens. Sie verbindet den Mitchell Highway in Nyngan im Zentrum von New South Wales mit der Main North Road in Giles Corner im Zentrum von South Australia.

## Verlauf

### New South Wales

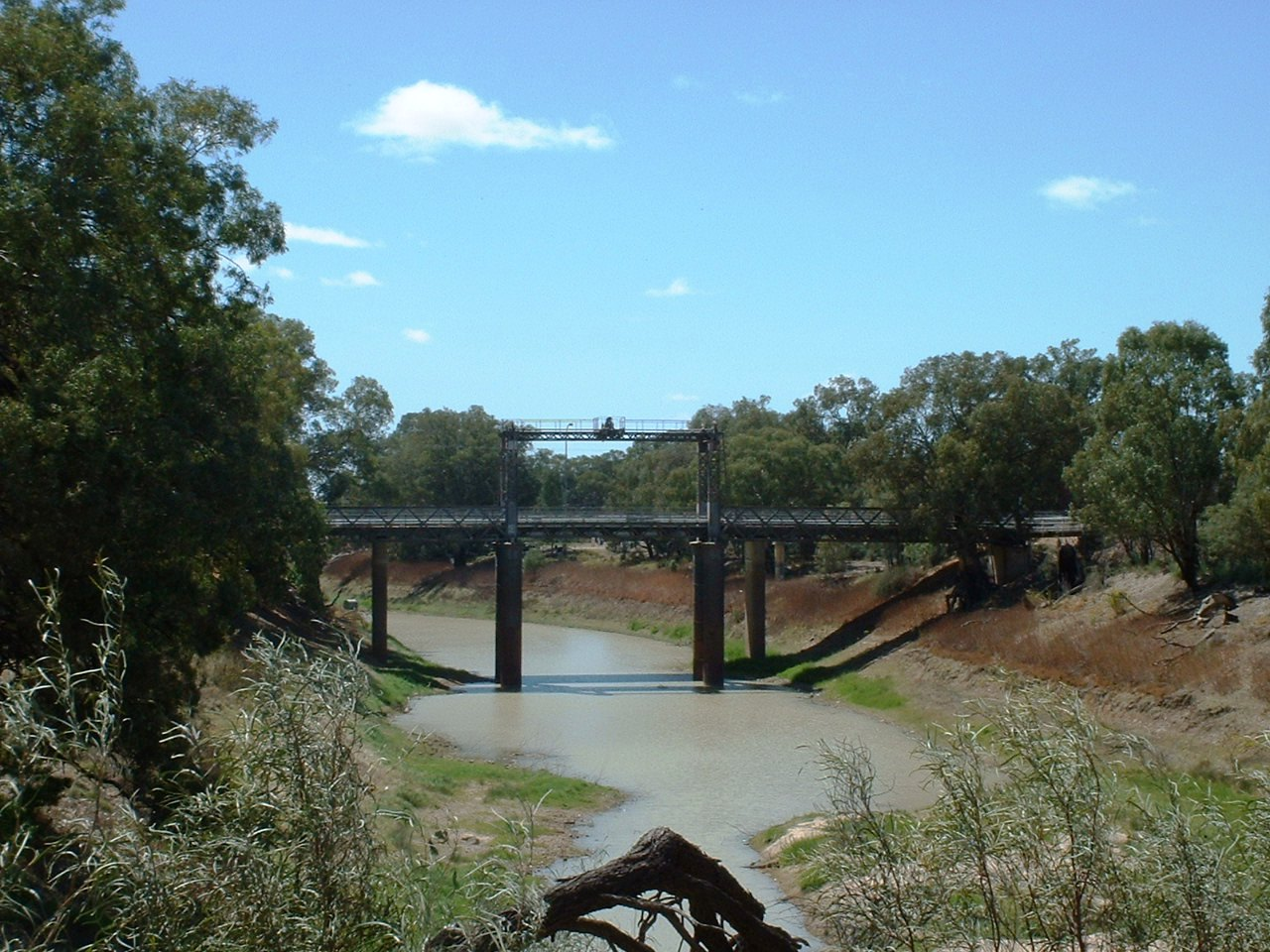
Brücke über den Darling River bei Wilcannia

Der Barrier Highway zweigt in Nyngan vom Mitchell Highway (R32 / R71) nach Westen ab. Nach 131 km erreicht er die Stadt Cobar, die für die bedeutendsten Felsmalereien der Aborigines in ganz New South Wales bekannt ist. Mehr als 1.300 Felsmalereien befinden sich im Gebiet um den Mount Grenfell, etwa 40 km nordwestlich der Stadt. Nördlich von Cobar befindet sich eine große Kupfer- und Zinkmine.
242 km westlich von Cobar trifft der Barrier Highway auf den von Süden her kommenden Cobb Highway (R75) und erreicht gemeinsam mit ihm 19 km weiter nördlich die Stadt Wilcannia, wo er den Darling River überquert.
Weitere 200 km weiter westsüdwestlich ist mit Broken Hill die letzte Stadt am Highway in New South Wales erreicht. Sie ist bekannt als Capital of the Outback und als Station des Indian Pacific. Broken Hill ist die einzige Stadt in New South Wales, in der die Australian Central Standard Time gilt, die sonst nur in Südaustralien und dem Northern Territory angewendet wird. Dort wurde der heute weltgrößte Bergbaukonzern BHP Billiton gegründet. In der Stadt kreuzt der Silver City Highway (B79) den Barrier Highway in Nord-Süd-Richtung. 50 km westsüdwestlich von Broken Hill erreicht der Barrier Highway die Grenze zu South Australia.

### South Australia
In Südaustralien verläuft der Barrier Highway in einem weiten Bogen in südwestlicher Richtung in Richtung der Hauptstadt Adelaide.
Er führt durch weite, dünn besiedelte Gebiete, bevor er mit Burra die erste größere Ortschaft erreicht. Burra ist eine alte Bergbaustadt, die heute ein großes Freilichtmuseum des Bergbaus ist. Heute ist die Kleinstadt Zentrum einer landwirtschaftlich bedeutenden Region und 1988 wurde Burra offiziell der Titel Merino Capital of the World verliehen.
Etwa 70 km weiter südlich bei der Ortschaft Giles Corner trifft der Barrier Highway auf die Main North Road (A32 / B82) und endet. Die Main North Road führt weiter nach Süden bis zum Zentrum von Adelaide.